# 烏克蘭人民代表
乌克兰人民代表（羅馬化：narodnyi deputat Ukrainy）是乌克兰最高拉达（即國会）的议员和立法者，由直接选举产生。通常被简称为“代表”（депутат）；與地方議會議員不同。最高拉達的前身為乌克兰苏维埃社会主义共和国最高人民代表苏维埃，於1991年獨立后改爲現名。
烏克蘭憲法第76至81条规定了规定乌克兰人民代表选举顺序、权利和义务等主要法规。烏克蘭最高拉達共有450名人民代表，他們根据普遍、平等、直接的选举权选举产生。代表可被任命担任各种议会职务，如最高拉达主席 、委员会或议会派系负责人等。
以自荐候选人身份竞选的人民代表可隨意願加入派系。
自2016年起，根据新的反貪法规，所有高级公职人员（包括人民代表）都必须在电子数据库中申报其财富。